# Middletown (Maryland)
Middletown és una població dels Estats Units a l'estat de Maryland. Segons el cens del 2000 tenia 2.668 habitants.

## Demografia
Segons el cens del 2000, Middletown tenia 2.668 habitants, 960 habitatges, i 728 famílies. La densitat de població era de 609,5 habitants per km².
Dels 960 habitatges en un 44,6% hi vivien nens de menys de 18 anys, en un 63,6% hi vivien parelles casades, en un 8,6% dones solteres, i en un 24,1% no eren unitats familiars. En el 18,9% dels habitatges hi vivien persones soles el 8,9% de les quals corresponia a persones de 65 anys o més que vivien soles. El nombre mitjà de persones vivint en cada habitatge era de 2,78 i el nombre mitjà de persones que vivien en cada família era de 3,21.
Per edats la població es repartia de la següent manera: un 32% tenia menys de 18 anys, un 5,4% entre 18 i 24, un 29,9% entre 25 i 44, un 21,7% de 45 a 60 i un 11% 65 anys o més.
L'edat mediana era de 36 anys. Per cada 100 dones de 18 o més anys hi havia 87,6 homes.
La renda mediana per habitatge era de 67.266 $ i la renda mediana per família de 80.115 $. Els homes tenien una renda mediana de 48.864 $ mentre que les dones 31.602 $. La renda per capita de la població era de 25.759 $. Entorn de l'1,8% de les famílies i el 3% de la població estaven per davall del llindar de pobresa.

## Poblacions més properes
El següent diagrama mostra les poblacions més properes.